# 伊藤洋一
伊藤 洋一（いとう よういち、1950年1月22日 - ）は、日本の経済評論家、エコノミスト、ジャーナリスト。
株式会社三井住友トラスト基礎研究所主席研究員。CS-TBS番組審議委員。コメンテイターとしてテレビ番組やラジオ番組に出演することもある。

## 略歴
長野県諏訪市出身。長野県諏訪清陵高等学校を経て1973年早稲田大学政治経済学部卒業。
1973年 時事通信社入社。外国経済部の報道記者。1976年  ニューヨーク特派員として4年間を過ごすが、国内での記者経験はない。その後中途入社で1986年 住友信託銀行に為替営業室長として入社。資金為替部為替カスタマー調査役、市場金融部調査役、為替営業室長を歴任。
1995年  資金証券部審議役を兼務、後に総合資金部審議役に。1998年9月 人事異動で現職に。
iPhoneなどのApple製品をはじめ、話題の新製品の情報に詳しい。レギュラー出演しているラジオ番組「森本毅郎・スタンバイ!」では、発売直後の新製品を個人で購入し、ニュースとして取り上げることが多い。

## 出演番組

### 出演中の番組

#### テレビ
- 日経ヴェリタス・トーク（日経CNBC「夜エクスプレス」内コーナー）
- いま世界は（BS朝日）不定期（月1回ほど）

#### ラジオ
- 森本毅郎・スタンバイ!「ニュースズームアップ」・「話題のアンテナ 日本全国8時です」（TBSラジオ）金曜日
- 伊藤洋一のRound Up World Now!（ラジオNIKKEI）金曜日 ※ポッドキャストあり
- 日経新聞を読んで（ラジオNIKKEI 月1回）

### 過去に出演した番組

#### テレビ
- 東京マーケット・フォーカス（テレビ東京）
- 株式ワイド オープニングベル（テレビ東京）月曜日
- ワールドビジネスサテライト土曜版（テレビ東京）不定期
- エンタな解体新書（中京テレビ、2007年11月3日放送）
- スーパーモーニング（テレビ朝日）
- ザ!情報ツウ（日本テレビ）
- ぶったま!（関西テレビ）
- スーパーナイト→EZ!TV→情報ライブ EZ!TV（フジテレビ・関西テレビ）
- ネクスト経済研（BSジャパン）
- 未来ビジョン 元気出せ!ニッポン!（BS11デジタル、2010年10月30日放送）
- やじうまプラス（テレビ朝日）木曜日
- 世の中進歩堂（BSジャパン）日曜日
- 地球特派員（NHK BS1）不定期（年2回ほど）
- おはようコールABC (朝日放送) 火曜日
- がっちりマンデー (TBSテレビ) ※不定期ゲスト出演
- FNNスーパーニュースアンカー (関西テレビ) 火曜日
- 地球★アステク (BSジャパン) ※現BSテレ東。木曜日
- 直撃LIVE グッディ! (フジテレビ) ※コメンテーターとして出演。木曜日→月曜日

#### ラジオ
- マーケット・トレンド（ラジオNIKKEI）
- 伊藤洋一の北京金融紀行（ラジオNIKKEI、2004年9月23日放送）
- TIME LINE（TOKYO FM）木曜日

#### ポッドキャスト
- 伊藤洋一のビジネストレンド（NIKKEI.NET bizポッドキャスト、2005年 - 2009年12月28日）月曜日

## 著書
- 『スピードの経済-世界経済のビッグバン』（日本経済新聞社刊、1997年7月発売、ISBN 4532146003）
- 『ビッグバン時代のネット活用術』（東洋経済新報社刊、1998年8月発売、ISBN 4492221611）
- 『日本力 アジアを引っぱる経済・欧米が憧れる文化』（講談社刊、2005年6月25日発売、ISBN 4062129825）
- 『上品で美しい国家-日本人の伝統と美意識』（日下公人との共著）（ビジネス社刊、2006年5月発売、ISBN 4828412727）
- 『カウンターから日本が見える 板前文化論の冒険』（新潮社刊、2006年9月15日発売、ISBN 4106101831）
- 『ITとカースト-インド・成長の秘密と苦悩』（日本経済新聞社出版局刊、2007年1月発売、ISBN 453235241X）

### 連載
- 世界を読み解くキーワード（TBS）
- 伊藤洋一のマーケットあっと・らんだむ（マネックス証券）